# Familia encontrada
Una familia encontrada o familia de elección (del inglés family of choice, también conocido como found family o hānai family) se refiere a un conjunto de personas que no están relacionadas de forma biológica, en donde sus integrantes brindan apoyo emocional y social mutuo. A diferencia de una "familia de origen" (la familia biológica o en la que uno se cría), una familia encontrada no se basa en vínculos biológicos, sino en aquellos formados por elección propia. Este tipo de familias son comunes dentro de la comunidad LGBT, algunos ejemplos son los grupos de veteranos, las comunidades de apoyo para superar adicciones o traumas infantiles, y los grupos de amigos que tienen poco o ningún contacto con sus padres biológicos. La familia encontrada es grupo de personas en la vida de un individuo que cumple el papel típico de la familia como sistema de apoyo.

## Familia encontrada dentro de la comunidad LGBT
Un caso en particular son las personas que se identifican como parte de la comunidad LGBT, que a menudo buscan familias de elección cuando se encuentran en necesidad de apoyo social debido a un aislamiento causado por sus familias de origen. En 1991 Kath Weston señaló que al momento en que una persona LGBT sale del armario siempre corre el riesgo de ser abandonada por su familia. Al salir del armario, muchas personas que se identifican como LGBT se enfrentan al rechazo por parte de las familias en que fueron criadas. Algunas investigaciones indican que a falta de apoyo social por parte de la familia de origen, la familia encontrada puede brindar resiliencia.